# DX number, DX-code

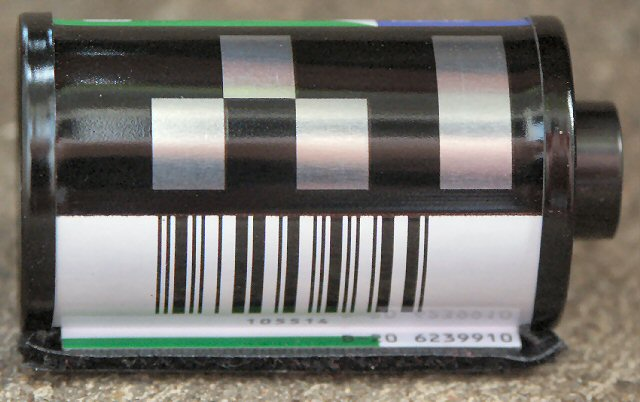
DX-code op een filmrolletje (de grote blokken)

Het DX number (Digital indeX) is een door het International Imaging Industry Association toegekend nummer dat het mogelijk maakt om type en fabrikant van een filmrol uniek te identificeren. Een lijst van toegekende nummers wordt jaarlijks uitgegeven.

## DX-code
Veel kleinbeeld- en alle APS-camera's kunnen de op de filmcassette aangebrachte code uitlezen en hiermee hun automatiek instellen. Op kleinbeeldfilms is de code te zien als een patroon van zwarte en glimmende vierkantjes. De camera is voorzien van contacten om deze vlakken te kunnen detecteren. Er zijn in totaal 12 vakjes. Aan de hand van het gevormde patroon krijgt de camera informatie over de filmgevoeligheid, het aantal opnamen en de belichtingsspeelruimte van de film.
De DX-code voor 35mm film is in de jaren 1980 geïntroduceerd, APS nam deze technologie over toen dit systeem in 1996 werd ingevoerd.